# Championnat de France masculin de handball 1976-1977
Navigation
Nationale 1 1975-1976 Nationale 1 1977-1978
Le championnat de France de Nationale 1 masculin 1976-1977 est le plus haut niveau de handball en France. 
Le titre de champion de France est remporté par le RP Strasbourg. C'est leur premier titre de champion de France.

## Première phase
- Qualifié pour les Demi-finales
- Relégation

### Poule A
Le classement final de la Poule A est,
|    | Équipe                   | Pts | J  | G  | N | P  | Bp  | Bc  | Diff |
| -- | ------------------------ | --- | -- | -- | - | -- | --- | --- | ---- |
| 1  | CSL Dijon                | 51  | 18 | 16 | 1 | 1  | 407 | 304 | 103  |
| 2  | Stade Marseillais UC     | 50  | 18 | 16 | 0 | 2  | 385 | 306 | 79   |
| 3  | Stella Sports Saint-Maur | 49  | 18 | 15 | 1 | 2  | 390 | 318 | 72   |
| 4  | USM Gagny                | 34  | 18 | 7  | 2 | 9  | 344 | 342 | 2    |
| 5  | US Ivry                  | 34  | 18 | 7  | 2 | 9  | 388 | 392 | -4   |
| 6  | ASEA Toulouse            | 32  | 18 | 7  | 0 | 11 | 363 | 375 | -12  |
| 7  | USAM Nîmes (P)           | 30  | 18 | 6  | 0 | 12 | 310 | 385 | -75  |
| 8  | Toulouse UC              | 28  | 18 | 5  | 0 | 13 | 333 | 393 | -60  |
| 9  | ASU Lyon                 | 27  | 18 | 4  | 1 | 13 | 323 | 368 | -45  |
| 10 | ES Colombes (P)          | 25  | 18 | 3  | 1 | 14 | 329 | 389 | -60  |

### Poule B
Le classement final de la Poule B est, :
|    | Équipe                       | Pts | J  | G  | N | P  | Bp  | Bc  | Diff |
| -- | ---------------------------- | --- | -- | -- | - | -- | --- | --- | ---- |
| 1  | ASPTT Metz                   | 52  | 18 | 16 | 2 | 0  | 381 | 269 | 112  |
| 2  | RP Strasbourg                | 42  | 18 | 12 | 0 | 6  | 359 | 328 | 31   |
| 3  | Paris UC                     | 38  | 18 | 9  | 2 | 7  | 310 | 288 | 22   |
| 4  | US Altkirch                  | 37  | 18 | 9  | 1 | 8  | 330 | 352 | -22  |
| 5  | FC Mulhouse                  | 36  | 18 | 9  | 0 | 9  | 333 | 330 | 3    |
| 6  | ESM Gonfreville l'Orcher (P) | 35  | 18 | 8  | 1 | 9  | 327 | 329 | -2   |
| 7  | SS Voltaire Châtenay-Malabry | 33  | 18 | 7  | 1 | 10 | 326 | 344 | -18  |
| 8  | SMEC Metz (P)                | 32  | 18 | 7  | 0 | 11 | 297 | 319 | -22  |
| 9  | SLUC Nancy                   | 31  | 18 | 6  | 1 | 11 | 298 | 324 | -26  |
| 10 | APAS Paris                   | 24  | 18 | 2  | 2 | 14 | 301 | 379 | -78  |

## Phase finale
Les résultats de la phase finale sont, :
|  | Demi-finales         | Demi-finales         | Demi-finales     | Demi-finales     |               |               | Finale                      | Finale                      | Finale                      | Finale                      |
|  |                      |                      |                  |                  |               |               |                             |                             |                             |                             |
|  | 7 et 14 mai 1977     | 7 et 14 mai 1977     | 7 et 14 mai 1977 | 7 et 14 mai 1977 |               |               | Samedi 21 mai 1977, Orléans | Samedi 21 mai 1977, Orléans | Samedi 21 mai 1977, Orléans | Samedi 21 mai 1977, Orléans |
|  | RP Strasbourg        | RP Strasbourg        | 17               | 16               |               |               | Samedi 21 mai 1977, Orléans | Samedi 21 mai 1977, Orléans | Samedi 21 mai 1977, Orléans | Samedi 21 mai 1977, Orléans |
|  | RP Strasbourg        | RP Strasbourg        | 17               | 16               |               |               | Samedi 21 mai 1977, Orléans | Samedi 21 mai 1977, Orléans | Samedi 21 mai 1977, Orléans | Samedi 21 mai 1977, Orléans |
|  | CSL Dijon            | CSL Dijon            | 12               | 18               |               |               | Samedi 21 mai 1977, Orléans | Samedi 21 mai 1977, Orléans | Samedi 21 mai 1977, Orléans | Samedi 21 mai 1977, Orléans |
|  | CSL Dijon            | CSL Dijon            | 12               | 18               | RP Strasbourg | RP Strasbourg | 21                          | 21                          |                             |                             |
|  | 7 et 14 mai 1977     |                      |                  |                  | RP Strasbourg | RP Strasbourg | 21                          | 21                          |                             |                             |
|  |                      |                      | ASPTT Metz       | ASPTT Metz       | 15            | 15            |                             |                             |                             |                             |
|  | Stade Marseillais UC | Stade Marseillais UC | ASPTT Metz       | ASPTT Metz       | 15            | 15            | 17                          | 10                          |                             |                             |
|  | Stade Marseillais UC | Stade Marseillais UC |                  |                  |               |               |                             | 10                          |                             |                             |
|  | ASPTT Metz           | ASPTT Metz           | 15               | 13               |               |               |                             |                             |                             |                             |
|  | ASPTT Metz           | ASPTT Metz           | 15               | 13               |               |               |                             |                             |                             |                             |

Lors de la finale, disputée le samedi 21 mai 1977 à Orléans, le RP Strasbourg bat l'ASPTT Metz par 21-15 :
- Strasbourg : Gérard Grave (6 dont 1 pen.), Centanni (3), Rabouil (2), Muller (2), Binetruy (2), Kleinpeter (2), Hubitschka (2), Mangin (1), Lichte (1 pen.). Kern (GB).
- Metz : Gilles Meyer (6 dont 4 pen.), Noël (4), Gandar (2), Weiss (2), Debut (1). Guy Channen (GB).
- Arbitres : Messieurs Lux et Lelarge.
- Remarque : le gardien de but strasbourgeois Francis Varinot n'a pas joué pour cause de blessure.

Le RP Strasbourg est ainsi qualifié pour la Coupe d'Europe des clubs champions 1977-1978. La coupe de France n'ayant pas été disputée cette saison-là, c'est l'ASPTT Metz, finaliste du championnat, qui est qualifié en Coupe des vainqueurs de coupe.

## Statistiques et récompenses
Daniel Donnet (ESM Gonfreville l'Orcher), aurait terminé meilleur buteur avec 138 réalisations[réf. nécessaire].